# Fermo (província)
A província de Fermo é uma província italiana da região das Marcas com cerca de 178 mil habitantes. Foi instalada em 1 de janeiro de 2009.
Esta província é constituída pelas seguintes 40 comunas: Altidona, Amandola, Belmonte Piceno, Campofilone, Falerone, Fermo, Francavilla d'Ete, Grottazzolina, Lapedona, Magliano di Tenna, Massa Fermana, Monsampietro Morico, Montappone, Montefalcone Appennino, Montefortino, Monte Giberto, Montegiorgio, Montegranaro, Monteleone di Fermo, Montelparo, Monte Rinaldo, Monterubbiano, Monte San Pietrangeli, Monte Urano, Monte Vidon Combatte, Monte Vidon Corrado, Montottone, Moresco, Ortezzano, Pedaso, Petritoli, Ponzano di Fermo, Porto San Giorgio, Porto Sant'Elpidio, Rapagnano, Santa Vittoria in Matenano, Sant'Elpidio a Mare, Servigliano, Smerillo, Torre San Patrizio.